# Comuna Viborg (1970-2006)
Viborg (Viborg Kommune) a fost o comună din comitatul Viborg Amt, Danemarca, care a existat între anii 1970-2006. Comuna avea o suprafață totală de 312,54 km² și o populație de 43.382 de locuitori (în 2004), iar din 2007 teritoriul său face parte din comuna Viborg.
1. ↑   https://www.retsinformation.dk/eli/lta/1970/62 Lipsește sau este vid: |title= (ajutor)